# Vanakkam Chennai
Pour plus de détails, voir Fiche technique et Distribution.
Vanakkam Chennai  (tamoul : வணக்கம் சென்னை) est un film indien de langue tamoule, réalisé par Kiruthiga Udhayanidhi, sorti en 2013.

## Distribution
- Shiva - Ajay/Madasamy
- Priya Anand - Anjali Rajamohan
- Santhanam - Narayanan
- Rahul Ravindran - Deepak
- Urvashi - Inspecteur Chandra
- Renuka - Mère d'Ajay
- Pandi - Murali
- Lollu Sabha Swaminathan (en) - Ponnurasu
- Aarthi - Ponnatha
- Nizhalgal Ravi - Rajamohan
- Udhayanidhi Stalin